# Grèce au Concours Eurovision de la chanson 2024
La Grèce est l'un des pays participants du Concours Eurovision de la chanson 2024, qui se déroule à Malmö en Suède. Le pays est représenté par la chanteuse Marína Sátti et sa chanson Zári, sélectionnées en interne par le diffuseur grec ERT.

## Sélection
Le diffuseur ERT annonce publiquement sa participation à l'Eurovision 2024 le 15 septembre 2023. Le 24 octobre 2023, le diffuseur annonce avoir sélectionné en interne la chanteuse Marína Sátti comme représentante. Une période de candidatures à l'intention des compositeurs s'ouvre dès le lendemain et qui dure jusqu'au 1er décembre 2023 pour permettre la sélection de la chanson. Le titre de la chanson, Zári, est révélé le 13 février 2024 et la chanson ainsi que le clip vidéo qui l'accompagne sont publiés le 7 mars 2024 par le label Golden Records.

## À l'Eurovision
À l'Eurovision, la Grèce participera à première moitié de la deuxième demi-finale le 9 mai 2024 puis, en cas de qualification, à la finale du 11 mai 2024.